# يلينا ليوتشانكا
يلينا ليوتشانكا (بالروسية: Левченко, Елена Степановна) مواليد 30 أبريل 1983 في غوميل، جمهورية بيلاروس السوفيتية الاشتراكية، هي لاعبة كرة سلة بيلاروسية. بدأت مسيرتها الاحترافية في سنة 2006. يبلغ طولها 6 قدم 5 بوصة (2.0 م). مثلت منتخب بلادها. شاركت في دورة الألعاب الأولمبية الصيفية سنة 2008.

## المسيرة الاحترافية
لعبت مع شارلوت ستينغ في سنة 2006، ثم لعبت مع واشنطن ميستيكس في سنة 2007، ثم لعبت مع نادي غلطة سراي لكرة السلة للسيدات في موسم 2009–2010، ثم لعبت مع أتلانتا دريم في سنة 2010، ثم لعبت مع يكاترينبورغ من سنة 2011 إلى 2013.

## سجل المنافسة
شاركت في المنافسات التالية:
- الألعاب الأولمبية الصيفية 2008
- الألعاب الأولمبية الصيفية 2016
- كأس العالم لكرة السلة للسيدات 2014

## روابط خارجية
- يلينا ليوتشانكا على موقع الاتحاد الدولي لكرة السلة (الإنجليزية)
- يلينا ليوتشانكا على موقع الاتحاد الوطني لكرة السلة النسائية (الإنجليزية)
- يلينا ليوتشانكا على موقع كرة السلة الأوروبية.كوم (الإنجليزية)
- يلينا ليوتشانكا على موقع كلية كرة السلة في سبورتس رفرنس.كوم (الإنجليزية)
- يلينا ليوتشانكا على موقع بروبوليرز (الإنجليزية)
- يلينا ليوتشانكا على موقع سبورتس رفرنس (الإنجليزية)
- يلينا ليوتشانكا على موقع سبورتس رفرنس (الإنجليزية)
- يلينا ليوتشانكا على موقع أوليمبيديا (الإنجليزية)